# Alexa Maria Surholt
Alexa Maria Surholt  (n. 12 iunie 1968, Erlangen, RFG) este o actriță germană.
Alexa Maria Surholt a absolvit studiul artelor dramatice la Școala Superioară Maria Körber în Berlin. Debutul la avut în filmul serial "Zwei Münchner in Hamburg" (Doi münchenezi în Hamburg) unde a jucat rolul secretarei lui Uschi Glas.

## Filmografie (selecție)
- 1992: Zwei Münchner in Hamburg
- 1992: Für alle Fälle Stefanie
- 1995: Ein Bayer auf Rügen
- 1996: OP ruft Dr. Bruckner
- Seit 1998: In aller Freundschaft
- 2000: Klinikum Berlin Mitte
- 2000: Mutter wider Willen
- 2000: SOS Barracuda
- 2002: Edel & Starck (Fernsehserie)
- 2002: Ganz und Gar
- 2004: Sommersturm
- 2005: Gloria
- 2006: Papa Bulle – Eine Familie zum Schießen
- 2006: R.I.S. Die Sprache der Toten
- 2006: Tatort
- 2007: Endlich Samstag (rol episodic)
- 2009: Rumpelstilzchen